# Morti il 9 novembre
| Questa pagina contiene informazioni ricavate automaticamente dalle voci biografiche con l'ausilio del template Bio e di un bot. L'aggiornamento è periodico e automatico e ricostruisce completamente la pagina. Se manca una persona in questa lista, sei pregato di non aggiungerla, ma accertati piuttosto che la sua voce biografica contenga il template Bio e che i dati anagrafici siano correttamente compilati. Se il template Bio manca, inseriscilo tu stesso o, in alternativa, metti l'avviso {{tmp\|Bio}} che ne segnala la mancanza. Se i dati riportati sono sbagliati, correggi direttamente la voce biografica; le modifiche saranno visibili in questa lista entro pochi giorni. Per chiarimenti vedi il progetto biografie. La lista contiene solo le 500 persone che sono citate nell'enciclopedia e per le quali è stato implementato correttamente il template Bio. Pagina aggiornata al 17 ago 2025. |

## V secolo(1)
- 475 - Aurelio di Riditio, vescovo armeno

## VI secolo(1)
- 530 - Pabo Post Prydein, sovrano anglosassone

## IX secolo(1)
- 850 - Abramo II, vescovo cristiano orientale siro

## X secolo(1)
- 959 - Costantino VII Porfirogenito, imperatore e scrittore bizantino (n. 905)

## XI secolo(2)
- 1034 - Ulrico di Boemia, sovrano boemo
- 1097 - Erfo di Münster, vescovo cattolico tedesco

## XII secolo(1)
- 1101 - Guelfo IV d'Este, duca

## XIII secolo(3)
- 1208 - Sancha di Castiglia, regina (n. 1154)
- 1261 - Sancha di Provenza (n. 1225)
- 1282 - Valdemaro di Rostock, principe

## XIV secolo(4)
- 1301 - Bolko I di Świdnica, duca
- 1307 - Giovanna da Signa, italiana (n. 1266)
- 1317 - Manfredi di Trinacria, duca (n. 1306)
- 1328 - Carlo d'Angiò, nobile italiano (n. 1298)

## XV secolo(6)
- 1415 - Pierre Girard, cardinale e vescovo cattolico francese
- 1417 - Yusuf III di Granada, sultano (n. 1376)
- 1471 - Cristoforo Moro, doge (n. 1390)
- 1474 - Antonio I da Correggio, condottiero e politico italiano
- 1476 - Amico Agnifili, cardinale e vescovo cattolico italiano (n. 1398)
- 1485 - Ludovico Morbioli, beato italiano (n. 1433)

## XVI secolo(11)
- 1504 - Federico I di Napoli, sovrano italiano (n. 1451)
- 1508 - Grazia da Cattaro, religioso italiano (n. 1438)
- 1509 - Rolando II Pallavicino, nobile italiano (n. 1425)
- 1513 - Robert Guibé, cardinale francese (n. 1460)
- 1545 - Pietro Lando, politico e militare italiano (n. 1462)
- 1550 - Yokota Takatoshi, militare giapponese (n. 1487)
- 1573 - Shimazu Katsuhisa, militare giapponese (n. 1503)
- 1589 - Giuseppe Mazzuoli, pittore italiano
- 1592 - Onorato Caetani, V duca di Sermoneta, mercenario italiano (n. 1542)
- 1596 - George Peele, drammaturgo inglese (n. 1556)
- 1600 - Achille Falcone, compositore italiano

## XVII secolo(19)
- 1605 - Handan Sultan, bosniaca
- 1610 - George Somers, ammiraglio britannico (n. 1554)
- 1613 - Ōkubo Tadasuke, militare giapponese (n. 1537)
- 1615 - Pietro Maria Marsolo, compositore e presbitero italiano
- 1616 - Alessandro Galvani, giurista italiano (n. 1556)
- 1641 - Ferdinando d'Asburgo, cardinale, arcivescovo cattolico e generale spagnolo (n. 1609)
- 1643 - Anthony Grey, IX conte di Kent, nobile e politico inglese (n. 1557)
- 1649 - Galeazzo Arconati, nobile e mecenate italiano (n. 1580)
- 1655 - Pietro Cesare Alberti, viaggiatore italiano (n. 1608)
- 1660 - Francesco I Gallio, III duca di Alvito, nobile, diplomatico e militare italiano (n. 1590)
- 1664 - Camillo Pellegrino, scrittore, storico e storiografo italiano (n. 1598)
- 1674 - Cristina Federica di Württemberg, nobile (n. 1644)
- 1677 - Aert van der Neer, pittore olandese
- 1677 - Gilbert Sheldon, arcivescovo anglicano e teologo inglese (n. 1598)
- 1685 - Luigi-Armando I di Borbone-Conti, militare francese (n. 1661)
- 1686 - Pier Maria Baldi, disegnatore e architetto italiano
- 1689 - Lord Thomas Howard, nobile inglese (n. 1657)
- 1689 - Enea Silvio Piccolomini, nobile e generale italiano
- 1696 - James Gother, ufficiale inglese

## XVIII secolo(21)
- 1701 - Huibin Jang, regina coreana (n. 1659)
- 1703 - Stefano Sculco, vescovo cattolico italiano (n. 1638)
- 1713 - Armand Charles de La Porte de La Meilleraye, generale francese (n. 1632)
- 1719 - Charles-Claude Genest, scrittore e drammaturgo francese (n. 1639)
- 1727 - Giovanni Battista Ragusa, scultore italiano
- 1744 - Augusto Chigi, II principe di Farnese, principe italiano (n. 1662)
- 1747 - Philibert Orry, politico francese (n. 1689)
- 1753 - Carlo Augusto di Nassau-Weilburg, militare tedesco (n. 1685)
- 1765 - Bartolomeo Gradenigo, arcivescovo cattolico italiano
- 1766 - Unico Wilhelm van Wassenaer, diplomatico e compositore olandese (n. 1692)
- 1770 - John Campbell, IV duca di Argyll, generale e politico britannico (n. 1693)
- 1775 - Francisco Ximenes de Texada, militare spagnolo (n. 1703)
- 1778 - Giovanni Battista Piranesi, incisore e architetto italiano (n. 1720)
- 1782 - Bartolomeo Giuseppe Amico di Castell'Alfero, architetto italiano
- 1790 - Juan Ramos de Lora, missionario, docente e vescovo cattolico spagnolo (n. 1722)
- 1791 - Johann Heinrich Justus Köppen, filologo tedesco (n. 1755)
- 1791 - Giuseppe Rabazzi, fantino italiano (n. 1715)
- 1793 - Sarah Child, nobildonna inglese (n. 1764)
- 1797 - Baldassarre Oltrocchi, presbitero, bibliotecario e bibliografo italiano (n. 1714)
- 1797 - Hermanus Reijntjes, ammiraglio olandese (n. 1744)
- 1799 - Giuliana d'Assia-Philippsthal, contessa (n. 1761)

## XIX secolo(60)
- 1801 - Carl Stamitz, violinista, violista e compositore tedesco (n. 1745)
- 1802 - Thomas Girtin, pittore britannico (n. 1775)
- 1805 - François-Thomas-Marie de Baculard d'Arnaud, scrittore, poeta e drammaturgo francese (n. 1718)
- 1807 - Augustin de Saint-Aubin, illustratore, disegnatore e incisore francese (n. 1736)
- 1808 - John Loring, militare e marinaio britannico (n. 1761)
- 1809 - Paul Sandby, pittore britannico (n. 1731)
- 1811 - Giuseppe Maria Terreni, pittore italiano (n. 1739)
- 1813 - Charles Dillon, XII visconte Dillon, politico irlandese (n. 1745)
- 1815 - Samuel Alken, incisore inglese (n. 1756)
- 1819 - Juan Domingo Pignatelli de Aragón y Gonzaga, militare spagnolo (n. 1757)
- 1826 - Fabrizio Turriozzi, cardinale italiano (n. 1755)
- 1829 - Jean-Xavier Lefèvre, clarinettista e compositore francese (n. 1763)
- 1830 - Jan Śniadecki, matematico e astronomo polacco (n. 1756)
- 1837 - Saverio Costantino Amato, poeta e scrittore italiano (n. 1816)
- 1837 - Domenico De Simone, cardinale italiano (n. 1768)
- 1839 - Giacomo Barzellotti, medico italiano (n. 1768)
- 1841 - Victor Audouin, entomologo, ornitologo e aracnologo francese (n. 1797)
- 1844 - Marie Harel, inventrice francese (n. 1761)
- 1848 - Robert Blum, politico tedesco (n. 1804)
- 1850 - Pierre Bonnemains, generale e politico francese (n. 1773)
- 1850 - Gabrio Piola, matematico e fisico italiano (n. 1794)
- 1851 - Giuseppe Viglezzi, archivista italiano (n. 1778)
- 1852 - Francesco Saverio Abbrescia, poeta e prete italiano (n. 1813)
- 1854 - Elizabeth Schuyler Hamilton, filantropa statunitense (n. 1757)
- 1855 - Domenico Cosselli, basso-baritono italiano (n. 1801)
- 1856 - Étienne Cabet, politico francese (n. 1788)
- 1856 - John Middleton Clayton, politico e avvocato statunitense (n. 1796)
- 1858 - Giovanni Torlonia, poeta, filosofo e filantropo italiano (n. 1831)
- 1859 - Justus Georg Westphal, astronomo tedesco (n. 1824)
- 1862 - Damaso Pareto, politico italiano (n. 1801)
- 1863 - Ludwig Döderlein, filologo classico tedesco (n. 1791)
- 1864 - László Magyar, viaggiatore e esploratore ungherese (n. 1817)
- 1865 - Jacob Collamer, politico statunitense (n. 1791)
- 1865 - Mary Theresa Villiers, nobildonna e scrittrice inglese (n. 1803)
- 1873 - Stephen Russell Mallory, politico statunitense (n. 1813)
- 1874 - Just Mathias Thiele, storico e scrittore danese (n. 1795)
- 1875 - Karl Nikolas Fraas, agronomo e botanico tedesco (n. 1810)
- 1876 - Friedrich Wilhelm Ritschl, latinista e filologo classico tedesco (n. 1806)
- 1879 - Francesco de Feo, patriota italiano (n. 1828)
- 1880 - Edwin Drake, inventore statunitense (n. 1819)
- 1881 - Sandy King, criminale statunitense
- 1881 - William Tattenbaum, pistolero statunitense (n. 1853)
- 1884 - James Buckle, calciatore nordirlandese (n. 1854)
- 1888 - Ferdinando Cavalli, politico italiano (n. 1810)
- 1888 - Mary Jane Kelly, irlandese (n. 1863)
- 1888 - Heinrich von Bamberger, patologo tedesco (n. 1822)
- 1889 - Gustavo Bucchia, politico italiano (n. 1810)
- 1889 - Ernest François Lefèvre, politico e avvocato francese (n. 1833)
- 1890 - Emanuele Accame, armatore italiano (n. 1806)
- 1891 - Luigi Luciano Bonaparte, linguista e mineralogista francese (n. 1813)
- 1891 - Buenaventura Hernández Sanahuja, archeologo e storico spagnolo (n. 1810)
- 1891 - Pietro Mazza, avvocato, giornalista e politico italiano (n. 1820)
- 1891 - Giuseppe Venanzio Olivieri, militare italiano (n. 1834)
- 1891 - Louis Veray, scultore francese (n. 1820)
- 1892 - George Spencer-Churchill, VIII duca di Marlborough, nobile e ufficiale britannico (n. 1844)
- 1896 - Émile Delperée, pittore belga (n. 1850)
- 1896 - Hugo Gyldén, astronomo finlandese (n. 1841)
- 1896 - Napoleon Sarony, fotografo e litografo statunitense (n. 1821)
- 1898 - David Ivanovič Grimm, architetto e storico dell'arte russo (n. 1823)
- 1899 - María del Carmen González-Ramos, religiosa spagnola (n. 1834)

## XX secolo(251)
- 1901 - Halil Rifat Pascià, politico ottomano (n. 1827)
- 1902 - Manuel Vitorino Pereira, politico brasiliano (n. 1853)
- 1902 - Angelo Zottoli, gesuita, missionario e latinista italiano (n. 1826)
- 1903 - Montagu Lowry-Corry, I barone Rowton, filantropo e politico inglese (n. 1838)
- 1903 - Pietro Rosano, politico e avvocato italiano (n. 1846)
- 1905 - Emilio Consiglio, poeta, scrittore e giornalista italiano (n. 1841)
- 1906 - Elisabetta della Trinità, monaca cristiana e mistica francese (n. 1880)
- 1907 - Charles Cavendish, III barone Chesham, generale inglese (n. 1850)
- 1909 - William Powell Frith, pittore britannico (n. 1819)
- 1909 - Carlo Alberto Radaelli, patriota e militare italiano (n. 1820)
- 1911 - Howard Pyle, illustratore e scrittore statunitense (n. 1853)
- 1912 - Mahuta Tāwhiao, sovrano neozelandese
- 1912 - Théodore Rivière, scultore francese (n. 1857)
- 1914 - Arturo Colautti, giornalista, scrittore e librettista italiano (n. 1851)
- 1914 - Jean-Baptiste Faure, baritono francese (n. 1830)
- 1914 - Gustave Hermite, fisico e inventore francese (n. 1863)
- 1914 - Teresa di Sassonia-Altenburg, nobile (n. 1836)
- 1915 - Carlo Montanari, generale italiano (n. 1863)
- 1917 - Francesco Rossi, militare italiano (n. 1865)
- 1918 - Guillaume Apollinaire, poeta, scrittore e critico d'arte francese (n. 1880)
- 1918 - Albert Ballin, imprenditore tedesco (n. 1857)
- 1918 - Charles Géronimi, calciatore francese (n. 1895)
- 1918 - Peter Stark Lumsden, militare britannico (n. 1829)
- 1918 - Hans Heinrich Georg Queckenstedt, neurologo tedesco (n. 1876)
- 1919 - Louis Baunard, presbitero, teologo e saggista francese (n. 1828)
- 1919 - Eduard Müller, politico e avvocato svizzero (n. 1848)
- 1919 - Vincenzo Reina, matematico e geodeta italiano (n. 1862)
- 1920 - Nectarios di Egina, vescovo ortodosso greco (n. 1846)
- 1921 - Gyula Breyer, scacchista ungherese (n. 1893)
- 1921 - Carlo Ceppi, ingegnere, architetto e urbanista italiano (n. 1829)
- 1921 - José Villegas Cordero, pittore spagnolo (n. 1844)
- 1922 - Francesco Balsamo, botanico italiano (n. 1850)
- 1922 - Alberto Puschi, archeologo e numismatico italiano (n. 1853)
- 1924 - Henry Cabot Lodge, politico statunitense (n. 1850)
- 1926 - Ettore Molinari, chimico e anarchico italiano (n. 1867)
- 1927 - Augusto Pollastri, liutaio italiano (n. 1877)
- 1927 - Gennaro Trama, vescovo cattolico italiano (n. 1856)
- 1928 - Mediha Sultan, principessa ottomana (n. 1856)
- 1929 - Guido Keller, aviatore italiano (n. 1892)
- 1929 - Vittorio Montiglio, militare italiano (n. 1903)
- 1931 - Giuseppe Altobello, naturalista e zoologo italiano (n. 1869)
- 1931 - Rae Berger, attore e regista statunitense (n. 1877)
- 1931 - Isaac Newton Lewis, militare statunitense (n. 1858)
- 1931 - Lorrin Thurston, patriota e politico statunitense (n. 1858)
- 1932 - Nadežda Sergeevna Allilueva, russa (n. 1901)
- 1932 - Rudolf Bauer, discobolo ungherese (n. 1879)
- 1932 - Basil Spalding de Garmendia, tennista statunitense (n. 1860)
- 1933 - Gino Bonichi, pittore e scrittore italiano (n. 1904)
- 1933 - Max Landa, attore e produttore cinematografico austriaco (n. 1873)
- 1934 - Ivy Lee, pubblicista e pubblicitario statunitense (n. 1877)
- 1936 - June Caprice, attrice statunitense (n. 1895)
- 1936 - Vladimir Čertkov, attivista e scrittore russo (n. 1854)
- 1937 - Wrexie Leonard, astronoma statunitense (n. 1867)
- 1937 - Ramsay MacDonald, politico britannico (n. 1866)
- 1937 - Fritz Schnürle, calciatore tedesco (n. 1898)
- 1937 - Estácio Coimbra, giurista e politico brasiliano (n. 1872)
- 1938 - Vasilij Konstantinovič Bljucher, generale e politico sovietico (n. 1889)
- 1938 - Ernst Eduard vom Rath, diplomatico tedesco (n. 1909)
- 1939 - Frederick Stapleton, nuotatore e pallanuotista britannico (n. 1877)
- 1940 - Neville Chamberlain, politico inglese (n. 1869)
- 1940 - André Jacob, militare e aviatore francese (n. 1909)
- 1940 - Joâo Turolla, ufficiale italiano (n. 1915)
- 1941 - Giovanni Garau, militare e marinaio italiano (n. 1917)
- 1941 - Mario Milano, militare e marinaio italiano (n. 1907)
- 1942 - Pëtr Barbašëv, militare sovietico (n. 1919)
- 1942 - Ernest Chuard, politico svizzero (n. 1857)
- 1942 - Eddie Leonski, militare e serial killer statunitense (n. 1917)
- 1942 - Federico Millosevich, mineralogista e politico italiano (n. 1875)
- 1942 - Edna May Oliver, attrice statunitense (n. 1883)
- 1942 - Henio Zytomirski, polacco (n. 1933)
- 1943 - Stefan Fryc, calciatore polacco (n. 1894)
- 1943 - George de Relwyskow, lottatore britannico (n. 1887)
- 1943 - Boris Vladimirovič Romanov, principe e generale russo (n. 1877)
- 1944 - Jane Grey, attrice statunitense (n. 1883)
- 1944 - Fred Holmes, tiratore di fune britannico (n. 1886)
- 1944 - Paul Fridolin Kehr, archivista, storico e diplomatista tedesco (n. 1860)
- 1944 - Aimé Lepercq, politico, partigiano e militare francese (n. 1889)
- 1944 - Frank Marshall, scacchista statunitense (n. 1877)
- 1944 - Aleksandr Nikolaevič Vinokurov, politico e giurista sovietico (n. 1869)
- 1945 - Pietro Speciale, schermidore italiano (n. 1876)
- 1946 - Scotty Mattraw, doppiatore statunitense (n. 1880)
- 1946 - Salvador Mazza, medico e batteriologo argentino (n. 1866)
- 1947 - Nazime Sultan, principessa ottomana (n. 1867)
- 1948 - Edgar Kennedy, attore e regista statunitense (n. 1890)
- 1948 - Giulio Valli, ammiraglio e politico italiano (n. 1875)
- 1949 - Vincenzo Carbone, generale italiano (n. 1868)
- 1949 - Martinius Kristoffersen, calciatore norvegese (n. 1896)
- 1950 - Hermann Wraschtil, mezzofondista e siepista austriaco (n. 1879)
- 1951 - Resurrección María de Azkue, linguista e filologo spagnolo (n. 1864)
- 1951 - Luigi Beltrame Quattrocchi, beato italiano (n. 1880)
- 1951 - Sigmund Romberg, compositore e pianista statunitense (n. 1887)
- 1952 - George Herbert, IV conte di Powis, nobile inglese (n. 1862)
- 1952 - Harold Innis, storico canadese (n. 1894)
- 1952 - Vladimir Ipatieff, chimico russo (n. 1867)
- 1952 - Chaim Weizmann, politico e chimico russo (n. 1874)
- 1953 - Abd al-Aziz dell'Arabia Saudita, sovrano saudita (n. 1876)
- 1953 - Dylan Thomas, poeta, scrittore e drammaturgo gallese (n. 1914)
- 1954 - Jack Harvey, attore, regista e sceneggiatore statunitense (n. 1881)
- 1954 - Édouard Le Roy, filosofo e teologo francese (n. 1870)
- 1954 - Clifford M. Walker, politico statunitense (n. 1877)
- 1955 - Adriano Alberti, militare, storico e politico italiano (n. 1870)
- 1955 - Henri Delaunay, arbitro di calcio e dirigente sportivo francese (n. 1883)
- 1955 - Tom Powers, attore statunitense (n. 1890)
- 1955 - André Rischmann, rugbista a 15 francese (n. 1882)
- 1955 - Renato Tega, politico e partigiano italiano (n. 1887)
- 1956 - Hubert Houben, velocista tedesco (n. 1898)
- 1957 - Giuseppe Benelli, progettista e imprenditore italiano (n. 1889)
- 1957 - Antonio Cosulich, armatore italiano (n. 1875)
- 1957 - Peter O'Connor, triplista e lunghista britannico (n. 1872)
- 1957 - Ettore Pozzoli, pianista e compositore italiano (n. 1873)
- 1957 - Jacques Rouché, direttore teatrale francese (n. 1862)
- 1958 - Osvaldo Barbieri, pittore italiano (n. 1895)
- 1958 - Dorothy Canfield Fisher, scrittrice e romanziere statunitense (n. 1879)
- 1959 - Ramón Cabanillas, poeta spagnolo (n. 1876)
- 1959 - Attilio Gallo, calciatore italiano (n. 1917)
- 1959 - Eero Lehtonen, multiplista finlandese (n. 1898)
- 1959 - Niranjan Pal, regista e sceneggiatore indiano (n. 1889)
- 1960 - Ernst Wilhelm Bohle, politico tedesco (n. 1903)
- 1960 - Enrico Craveri, dirigente sportivo italiano (n. 1886)
- 1960 - Bibiano Ouano, cestista e allenatore di pallacanestro filippino (n. 1915)
- 1961 - Mario Tchou, ingegnere e informatico italiano (n. 1924)
- 1962 - Luigi Guercio, presbitero e latinista italiano (n. 1882)
- 1963 - Antoine Parachini, calciatore francese (n. 1897)
- 1963 - Ba U, politico birmano (n. 1887)
- 1964 - David Fall, tuffatore statunitense (n. 1902)
- 1964 - Cecília Meireles, poetessa, docente e giornalista brasiliana (n. 1901)
- 1964 - Mario Novelli, cestista italiano (n. 1913)
- 1964 - Felix Weltsch, scrittore ceco (n. 1884)
- 1965 - Anatolij Konev, cestista sovietico (n. 1921)
- 1965 - Porfirij Podobed, attore e regista sovietico (n. 1886)
- 1965 - František Vacín, nuotatore e pallanuotista cecoslovacco (n. 1893)
- 1966 - Giuseppe Guadagnini, prefetto e politico italiano (n. 1876)
- 1966 - Jisaburō Ozawa, ammiraglio giapponese (n. 1886)
- 1967 - Charles Bickford, attore statunitense (n. 1891)
- 1967 - Jack Foley, produttore cinematografico, regista e umorista statunitense (n. 1891)
- 1967 - Dick Howard, ostacolista statunitense (n. 1935)
- 1968 - Mireille Balin, attrice francese (n. 1909)
- 1968 - Charles Herlofson, calciatore norvegese (n. 1891)
- 1968 - Leo Huberman, insegnante e scrittore statunitense (n. 1903)
- 1968 - Jan Johansson, musicista svedese (n. 1931)
- 1968 - Gerald Mohr, attore statunitense (n. 1914)
- 1968 - Antonio Porchia, scrittore e aforista italiano (n. 1885)
- 1969 - Paul Berth, calciatore danese (n. 1890)
- 1969 - Stewart Chaney, scenografo statunitense (n. 1905)
- 1969 - Henri Massé, arabista e iranista francese (n. 1886)
- 1969 - Arthur Witty, imprenditore e calciatore spagnolo (n. 1878)
- 1970 - Francesco Giuliani, poeta e scrittore italiano (n. 1890)
- 1970 - Charles de Gaulle, generale e politico francese (n. 1890)
- 1971 - Maude Fealy, attrice statunitense (n. 1883)
- 1971 - Federico di Schwarzburg, nobile tedesco (n. 1901)
- 1971 - Jean Lacroix, schermidore francese (n. 1884)
- 1971 - Péter Szondi, critico letterario e filologo ungherese (n. 1929)
- 1971 - Paolo Toffanin, avvocato italiano (n. 1890)
- 1972 - Victor Adamson, regista, produttore cinematografico e attore statunitense (n. 1890)
- 1972 - Enrico Debernardi, calciatore italiano (n. 1885)
- 1973 - Apostol Karamitev, attore bulgaro (n. 1923)
- 1973 - Erik de Laval, pentatleta svedese (n. 1888)
- 1974 - Maturino Blanchet, vescovo cattolico italiano (n. 1892)
- 1974 - Richard McCoy, criminale e militare statunitense (n. 1942)
- 1974 - Paul Tabori, giornalista, romanziere e parapsicologo ungherese (n. 1908)
- 1974 - Egon Wellesz, musicologo, compositore e insegnante austriaco (n. 1885)
- 1975 - Peder Henriksen, calciatore norvegese (n. 1890)
- 1976 - Frankie Carbo, mafioso statunitense (n. 1904)
- 1976 - Öyvind Fahlström, poeta, scrittore e pittore svedese (n. 1928)
- 1976 - Billy Halop, attore statunitense (n. 1920)
- 1976 - Hale Hamilton, attore statunitense (n. 1880)
- 1976 - Rosina Lhévinne, pianista russa (n. 1880)
- 1976 - Maria Peron, infermiera e partigiana italiana (n. 1915)
- 1976 - Bernhard Rein, calciatore estone (n. 1897)
- 1976 - Armas Taipale, discobolo finlandese (n. 1890)
- 1976 - Jan Wasiewicz, calciatore polacco (n. 1911)
- 1977 - Leonard Adamov, calciatore sovietico (n. 1941)
- 1977 - Gertrude Astor, attrice statunitense (n. 1887)
- 1977 - Ferdinando Longinotti, vescovo cattolico italiano (n. 1886)
- 1977 - Subarna Shamsher Jang Bahadur Rana, politico nepalese (n. 1910)
- 1977 - Paul Renucci, filologo, critico letterario e italianista francese (n. 1915)
- 1978 - Jorge Carrera Andrade, poeta e storico ecuadoriano (n. 1902)
- 1978 - Virgilio Guzzi, pittore italiano (n. 1902)
- 1978 - Florence Marly, attrice ceca (n. 1919)
- 1978 - Dener Pamplona de Abreu, stilista brasiliano (n. 1937)
- 1978 - Teofano Ubaldo Stella, vescovo cattolico e missionario italiano (n. 1910)
- 1978 - Thérèse Tréfouël, biochimica francese (n. 1892)
- 1979 - Lewis Charles, attore statunitense (n. 1920)
- 1980 - Mauro Fenoglio, calciatore italiano (n. 1904)
- 1980 - Michele Fragali, giurista e magistrato italiano (n. 1897)
- 1980 - Carmel Myers, attrice statunitense (n. 1899)
- 1980 - Toyen, pittrice e illustratrice ceca (n. 1902)
- 1980 - Ferdinando Trabattoni, calciatore italiano (n. 1903)
- 1980 - Silvio Zaniboni, scultore italiano (n. 1896)
- 1981 - Frank Malina, ingegnere e pittore statunitense (n. 1912)
- 1981 - Vincenzo Manno, violinista, compositore e direttore d'orchestra italiano (n. 1901)
- 1982 - Faustino Barbina, politico italiano (n. 1900)
- 1983 - André Chamson, scrittore e archivista francese (n. 1900)
- 1983 - Vittorio Vidali, politico e antifascista italiano (n. 1900)
- 1984 - Jindřich Fritz, compositore di scacchi cecoslovacco (n. 1912)
- 1984 - Francesco Granata, giornalista, saggista e critico letterario italiano (n. 1895)
- 1984 - Elena Tjapkina, attrice sovietica (n. 1900)
- 1985 - Herbert Kuhlmann, militare tedesco (n. 1915)
- 1985 - Mary MacLaren, attrice statunitense (n. 1896)
- 1985 - Marie-Georges Pascal, attrice francese (n. 1946)
- 1985 - Helen Rose, costumista statunitense (n. 1904)
- 1985 - Stasys Šačkus, cestista lituano (n. 1907)
- 1985 - Peter Sutton, cestista australiano (n. 1931)
- 1985 - Leonard Henry Caleb Tippett, statistico britannico (n. 1902)
- 1986 - Charles Edward Kemp, compositore di scacchi britannico (n. 1901)
- 1986 - Henry Russell, velocista statunitense (n. 1904)
- 1987 - Volodymyr Jemec', calciatore e allenatore di calcio sovietico (n. 1937)
- 1988 - Battista Santhià, politico e dirigente d'azienda italiano (n. 1898)
- 1988 - Yves Baudrier, compositore francese (n. 1906)
- 1988 - Clarke Hinkle, giocatore di football americano statunitense (n. 1909)
- 1988 - John Newton Mitchell, politico statunitense (n. 1913)
- 1988 - Robert Naeye, ciclista su strada, pistard e dirigente sportivo belga (n. 1917)
- 1988 - Mario Nasalli Rocca di Corneliano, cardinale e arcivescovo cattolico italiano (n. 1903)
- 1989 - Alfonz Bednár, traduttore e sceneggiatore slovacco (n. 1914)
- 1989 - Juan Bernier Luque, scrittore spagnolo (n. 1911)
- 1989 - Teodoro Celli, giornalista, scrittore e critico musicale italiano (n. 1917)
- 1989 - Cesare Pagnini, politico, giornalista e storico italiano (n. 1899)
- 1989 - Nenad Petrović, compositore di scacchi croato (n. 1907)
- 1990 - Hugh MacLennan, scrittore canadese (n. 1907)
- 1990 - Quinto Martini, scultore, pittore e poeta italiano (n. 1908)
- 1991 - Hans Liljedahl, tiratore a volo svedese (n. 1913)
- 1991 - Yves Montand, cantante e attore italiano (n. 1921)
- 1992 - Itze Gunst, pallanuotista tedesco (n. 1908)
- 1992 - William Hillcourt, educatore e scrittore danese (n. 1900)
- 1992 - Natalie Joyce, attrice statunitense (n. 1902)
- 1992 - Sven Selånger, saltatore con gli sci e combinatista nordico svedese (n. 1907)
- 1993 - Ross Andru, fumettista statunitense (n. 1927)
- 1993 - Ezio Anesi, politico italiano (n. 1943)
- 1993 - Stanley Myers, compositore inglese (n. 1930)
- 1993 - Antonio Neiwiller, attore, regista teatrale e drammaturgo italiano (n. 1948)
- 1993 - Mihail Petrov, sollevatore bulgaro (n. 1965)
- 1993 - Achille Sdruscia, pittore e disegnatore italiano (n. 1910)
- 1993 - Gerald Thomas, regista e montatore britannico (n. 1920)
- 1994 - Jim Brown, allenatore di calcio e calciatore scozzese (n. 1908)
- 1995 - Alessandro Cicognini, compositore italiano (n. 1906)
- 1995 - Serafino Famà, avvocato italiano (n. 1938)
- 1995 - Geraldine Katt, attrice austriaca (n. 1921)
- 1996 - Michel Mitrani, regista e attore francese (n. 1930)
- 1996 - Renzo Pini, calciatore italiano (n. 1919)
- 1996 - Yoshimi Ueda, dirigente sportivo giapponese (n. 1906)
- 1997 - Paul Haghedooren, ciclista su strada belga (n. 1959)
- 1997 - Carl Gustav Hempel, matematico, informatico e filosofo tedesco (n. 1905)
- 1997 - Helenio Herrera, calciatore e allenatore di calcio argentino (n. 1910)
- 1997 - Renzo Nissim, giornalista, pianista e compositore italiano (n. 1907)
- 1997 - Paride Piasenti, politico italiano (n. 1916)
- 1997 - Anatolij Polosin, allenatore di calcio e calciatore sovietico (n. 1935)
- 1997 - Cecil Smith, pattinatrice artistica su ghiaccio canadese (n. 1908)
- 1999 - Mabel King, attrice statunitense (n. 1932)
- 1999 - Giulio Leopardi Dittaiuti, imprenditore e politico italiano (n. 1931)
- 2000 - Henri Baillot, calciatore francese (n. 1924)
- 2000 - Eric Morley, inglese (n. 1918)

## XXI secolo(118)
- 2001 - Dorothy Dunnett, scrittrice scozzese (n. 1923)
- 2001 - Giovanni Leone, politico, avvocato e giurista italiano (n. 1908)
- 2001 - Giovanni Antonio Meloni, medico, microbiologo e virologo italiano (n. 1926)
- 2001 - Francesco Moiso, filosofo italiano (n. 1944)
- 2001 - Nancye Wynne Bolton, tennista australiana (n. 1916)
- 2002 - Jan Hulsker, storico dell'arte olandese (n. 1907)
- 2002 - Richard Jeffrey, filosofo e logico statunitense (n. 1926)
- 2002 - Eusebio Tejera, calciatore uruguaiano (n. 1922)
- 2003 - Art Carney, attore statunitense (n. 1918)
- 2003 - Bruce Alexander Cook, giornalista e scrittore statunitense (n. 1932)
- 2003 - Mario Merz, artista, pittore e scultore italiano (n. 1925)
- 2004 - Iris Chang, storica e giornalista statunitense (n. 1968)
- 2004 - Emlyn Hughes, calciatore e allenatore di calcio inglese (n. 1947)
- 2004 - Ed Kemmer, attore statunitense (n. 1921)
- 2004 - Stieg Larsson, scrittore, giornalista e critico letterario svedese (n. 1954)
- 2004 - Eiji Morioka, pugile giapponese (n. 1946)
- 2005 - Kocheril Raman Narayanan, politico indiano (n. 1920)
- 2005 - Günther Ohloff, chimico tedesco (n. 1924)
- 2005 - Marceau Sommerlinck, calciatore francese (n. 1922)
- 2006 - Ed Bradley, giornalista statunitense (n. 1941)
- 2006 - Pasquale Culotta, architetto italiano (n. 1939)
- 2006 - Marian Marsh, attrice statunitense (n. 1913)
- 2006 - Michail Semënov, cestista sovietico (n. 1933)
- 2006 - Ellen Willis, saggista, critica musicale e giornalista statunitense (n. 1941)
- 2006 - Markus Wolf, agente segreto tedesco-orientale (n. 1923)
- 2007 - Luís Herrera Campíns, politico venezuelano (n. 1925)
- 2007 - Helen Schifano, ginnasta statunitense (n. 1922)
- 2007 - Jean Séguy, sociologo francese (n. 1925)
- 2007 - Giglia Tedesco, politica italiana (n. 1926)
- 2008 - Giuseppe Cocconi, fisico italiano (n. 1914)
- 2008 - Giorgio Luti, critico letterario italiano (n. 1926)
- 2008 - Miriam Makeba, cantante sudafricana (n. 1932)
- 2008 - Stanisław Różewicz, regista e sceneggiatore polacco (n. 1924)
- 2008 - Perry Warbington, cestista statunitense (n. 1952)
- 2009 - Al Cervi, cestista e allenatore di pallacanestro statunitense (n. 1917)
- 2009 - Henri Alain Liogier, botanico e educatore francese (n. 1916)
- 2010 - Elena Várossová, filosofa e storica della filosofia slovacca (n. 1926)
- 2011 - Jončo Arsov, allenatore di calcio e calciatore bulgaro (n. 1929)
- 2011 - Rog Christian, hockeista su ghiaccio statunitense (n. 1935)
- 2011 - Enrico Dondi, traduttore e esperantista italiano (n. 1935)
- 2011 - Ézio, calciatore brasiliano (n. 1966)
- 2011 - Har Gobind Khorana, biochimico indiano (n. 1922)
- 2012 - Milan Čič, politico slovacco (n. 1932)
- 2012 - Major Harris, cantante e chitarrista statunitense (n. 1947)
- 2012 - Teresa Kępka, cestista polacca (n. 1959)
- 2012 - Will van Kralingen, attrice olandese (n. 1951)
- 2012 - Sergej Michajlovič Nikol'skij, matematico sovietico (n. 1905)
- 2012 - Carlo Riccardi, pittore italiano (n. 1923)
- 2012 - Arminio Savioli, giornalista e partigiano italiano (n. 1924)
- 2013 - Ivo Lorenzi, giocatore di curling e dirigente sportivo italiano (n. 1923)
- 2013 - Filip Müller, scrittore slovacco (n. 1922)
- 2013 - Giorgio Rifelli, sessuologo e psicologo italiano (n. 1941)
- 2014 - Gabriel Abossolo, calciatore camerunese (n. 1939)
- 2014 - Annemarie Buchner, sciatrice alpina tedesca (n. 1924)
- 2014 - Gene Grazia, hockeista su ghiaccio statunitense (n. 1934)
- 2014 - Stefano Mingardo, attore e giocatore di football americano italiano (n. 1959)
- 2014 - Willy Monty, ciclista su strada belga (n. 1939)
- 2014 - Jacques Saulnier, scenografo francese (n. 1928)
- 2015 - Ernst Fuchs, artista austriaco (n. 1930)
- 2015 - André Glucksmann, filosofo, saggista e attivista francese (n. 1937)
- 2015 - Tommy Hanson, giocatore di baseball statunitense (n. 1986)
- 2015 - Byron Krieger, schermidore statunitense (n. 1920)
- 2015 - Marc Richir, filosofo belga (n. 1943)
- 2015 - Selwyn Sese Ala, calciatore vanuatuano (n. 1986)
- 2015 - Yolanda Sonnabend, costumista, scenografa e pittrice britannica (n. 1935)
- 2015 - Andy White, batterista britannico (n. 1930)
- 2016 - Greg Ballard, cestista e allenatore di pallacanestro statunitense (n. 1955)
- 2016 - Al Caiola, chitarrista, arrangiatore e compositore statunitense (n. 1920)
- 2016 - Eugene Galanter, psicologo statunitense (n. 1924)
- 2016 - La Veneno, showgirl e modella spagnola (n. 1964)
- 2016 - Camillo Pennati, poeta e traduttore italiano (n. 1931)
- 2016 - Irfan Shahid, storico palestinese (n. 1926)
- 2017 - Ingrid Almqvist, giavellottista e pallamanista svedese (n. 1927)
- 2017 - Mehmet Baturalp, cestista e allenatore di pallacanestro turco (n. 1936)
- 2017 - Akbar Eftekhari, calciatore iraniano (n. 1943)
- 2017 - John Hillerman, attore statunitense (n. 1932)
- 2017 - Chuck Mosley, cantante statunitense (n. 1959)
- 2017 - James Sladky, danzatore su ghiaccio statunitense (n. 1947)
- 2017 - Shyla Stylez, attrice pornografica canadese (n. 1982)
- 2018 - Bijan Zarmandili, scrittore e giornalista italiano (n. 1941)
- 2019 - Ferdinando Baston, calciatore italiano (n. 1938)
- 2019 - George Breen, nuotatore statunitense (n. 1935)
- 2019 - John Gokongwei, imprenditore cinese (n. 1926)
- 2019 - Maximilian Raub, canoista austriaco (n. 1926)
- 2020 - Fernando Atzori, pugile italiano (n. 1942)
- 2020 - Israel Horovitz, drammaturgo e sceneggiatore statunitense (n. 1939)
- 2020 - Fiamma Lanzara, imprenditrice italiana (n. 1945)
- 2020 - Rodolfo Marcenaro, animatore, vignettista e fumettista italiano (n. 1937)
- 2020 - Marco Santagata, scrittore, critico letterario e storico della letteratura italiano (n. 1947)
- 2020 - Heidar Shonjani, nuotatore e pallanuotista iraniano (n. 1945)
- 2021 - Max Cleland, politico e militare statunitense (n. 1942)
- 2021 - Luigi Mario Engaku Taino, filosofo e scrittore italiano (n. 1938)
- 2021 - Willis Forko, calciatore liberiano (n. 1983)
- 2021 - Roy Holder, attore britannico (n. 1946)
- 2021 - Aldo Rizzo, politico e magistrato italiano (n. 1935)
- 2021 - Francesco Romani, karateka italiano (n. 1933)
- 2021 - Jakuchō Setouchi, scrittrice e monaca buddista giapponese (n. 1922)
- 2022 - Bao Tong, politico cinese (n. 1932)
- 2022 - Gal Costa, cantante e attrice brasiliana (n. 1945)
- 2022 - Einārs Gņedojs, calciatore lettone (n. 1965)
- 2022 - Roland Guillas, calciatore francese (n. 1936)
- 2022 - Mattis Hætta, cantante norvegese (n. 1959)
- 2022 - Carlos Pacheco, fumettista spagnolo (n. 1961)
- 2023 - Sergio Calligaris, pianista, compositore e pedagogo argentino (n. 1941)
- 2023 - Fred van Dorp, pallanuotista olandese (n. 1938)
- 2023 - Andrzej Perepeczko, scrittore polacco (n. 1930)
- 2023 - John Tooby, antropologo statunitense (n. 1952)
- 2023 - Tim Woodward, attore britannico (n. 1953)
- 2024 - Hassan Akesbi, calciatore marocchino (n. 1934)
- 2024 - Bobby Allison, pilota automobilistico statunitense (n. 1937)
- 2024 - Arturo Carsetti, filosofo italiano (n. 1940)
- 2024 - Pier Luigi Cignani, calciatore e allenatore di calcio italiano (n. 1940)
- 2024 - Lou Donaldson, sassofonista statunitense (n. 1926)
- 2024 - José Garrido, calciatore e allenatore di calcio portoghese (n. 1960)
- 2024 - Frank Hartmann, ex lottatore tedesco orientale (n. 1949)
- 2024 - Judith Jamison, ballerina, coreografa e direttrice artistica statunitense (n. 1943)
- 2024 - Ella Jenkins, cantante statunitense (n. 1924)
- 2024 - Ram Narayan, musicista indiano (n. 1927)